# Mikoyan-Gurevich I-350
Mikoyan-Gurevich I-350 là một mẫu máy bay chiến đấu thử nghiệm của Liên Xô trong thời kỳ chiến tranh lạnh, nó có khung tương tự như MiG-17, và là máy bay tiêm kích đầu tiên của Liên Xô được thiết kế để bay ổn định với vận tốc siêu thanh.

## Lịch sử
Đặc điểm nổi bật của nó là cánh cụp sau góc 60°, và đây là máy bay tiêm kích MiG đầu tiên thiết kế cho tốc độ siêu thanh ổn định, OKB gọi tên nó là Izdeliye M, nó được lắp động cơ phản lực mới loại Lyulka TR-3A một trục, sau đó nó được cải tiến thành AL-5. Máy bay này sau đó được chỉ định với tên gọi I-350, các mẫu thử nghiệm đã được chế tạo, I-350 M-1 radar RP-1 Izumrud AI, mẫu sau đó I-350 M-2 với radar Korshun AI, nó đã bị hủy bỏ trước khi hoàn thành. Nó có thiết kế khung tương tự như là MiG-17.
Vũ khí gồm một pháo Nudelman N-37 37 mm và Nudelman-Rikhter NR-23 23 mm. M-1 bay lần đầu tiên vào 16 tháng 6-1951, với động cơ TR-3A, có lực đẩy 4.700 kg, thất bại không lâu sau khi cất cánh. Hệ thống thủy lực cũng thất bại, nhưng phi công cũng đem lại một sự hạ cánh thành công. Bốn chuyến bay thử được thực hiện, nhưng những khó khăn động cơ vẫn còn, và hiển nhiên động cơ Lyulka yêu cầu đáng kể sự phát triển hơn nữa, chương trình I-350 kết thúc vào tháng 8-1951.

## Thông số kỹ thuật

### Đặc điểm riêng
- Phi đoàn: 1
- Chiều dài: 16,65 m
- Sải cánh: 9,73 m
- Chiều cao: N/A
- Diện tích cánh: 36 m²
- Trọng lượng rỗng: 6.124 kg
- Trọng lượng cất cánh: 8.170 kg
- Động cơ: 1x Lyulka TR-3 lực đẩy 4700 kg

### Hiệu suất bay
- Vận tốc cực đại: 1.260 km/h
- Tầm bay: 1.260 km
- Trần bay: N/A
- Vận tốc lên cao: 1 phút 6 giây/ 5.000 m
- Lực nâng của cánh: 227 kg/m2
- Lực đẩy/trọng lượng: 0,57

### Vũ khí
- 1x Nudelman N-37 37 mm
- 2x Nudelman-Rikhter NR-23 23 mm
- Bom

## Nội dung liên quan
MiG I-270 - MiG I-320 - MiG I-350 - MiG I-360 - MiG SN - MiG I-370 - MiG Ye-2